# Ermita del Santo Calvario (Antigua Guatemala)
La Ermita de El Calvario o Ermita del Santo Calvario es una parroquia católica secular que funciona en la ciudad de Antigua Guatemala.  Es una de las escasas estructuras religiosas que sobrevivió tanto a los terremotos de Santa Marta en 1773 como al posterior traslado de la capital de la Capitanía General de Guatemala, conocida entonces como Santiago de los Caballeros de Guatemala a una nueva ubicación.  La parroquia de El Calvario ha permanecido abierta a la realización de misas desde su fundación el 19 de noviembre de 1618 y es reconocida por haber sido construida por el santo Hermano Pedro de Betancur.

## Estilo arquitectónico
El templo tiene un esquema manierista con mucha originalidad, ya que la estructura consta de un triple pórtico, con tres espadañas que lo rematan con «gran efecto escenográfico».
Siguiendo el patrón mexicano del barroco tardío de la época, la capilla de portada abocinada se alza tras un pequeño atrio.

## Historia

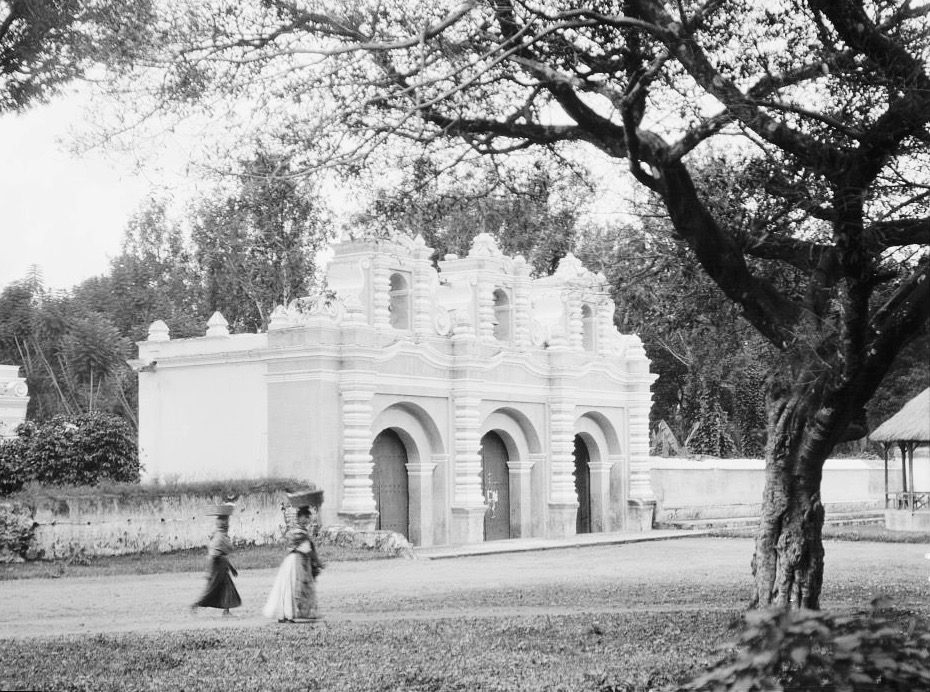
Fachada de la ermita en 1916.

La Ermita del Santo Calvario fue fundada el 19 de noviembre de 1618, cuando el alcalde de la ciudad de Santiago de los Caballeros de Guatemala, Juan Luis de Pereira recorrió las estaciones del Viacrucis que los Hermanos Terceros de la orden franciscana guardaban desde su templo en la ciudad, y les donó el terreno que se ubica en donde está la estación XII.
Originalmente los franciscanos colocaron una cruz y poco a poco fueron realizando la construcción del nuevo templo católico, la cual estuvo terminada en 1655. 
Al respecto de la conclusión de las obras, el historiador Pedro Pérez Valenzuela escribió: «Poco le faltaba el año 1654 para terminar la iglesia del Calvario, situada en el final del muy lindo paseo de La Alameda, el cual comenzaba en el puente de Nuestra Señora de los Remedios. Ya estaba construido el atrio con su portada de bóvedas y las tres capillas al levante, para los pasos de la Pasión de Cristo; y se engalanaban de corolas los dos jardincillos formados a los costados del atrio; y frente al cuerpo de la iglesia ya se había levantado sobre cuatro airosas columnas la bóveda donde se pondría a la veneración el Crucificado».

### Terremotos de San Miguel en 1717
El templo original fue derrumbado por los terremotos de San Miguel en 1717 pero fue rápidamente reparado gracias a la ayuda económica del Capitán General Francisco Rodríguez de Rivas. El templo reconstruido fue abierto al culto el 11 de febrero de 1720.

### Terremotos de Santa Marta
El ingeniero y teniente coronel Antonio Marín halló a la ermita «desplomada y cuarteada, amenazando ruina»; y con los temblores de diciembre de 1773, se terminó de caer parte de la media naranja en que estaba el patio de la crucifixión.
Marín también reportó los daños siguientes:
- Se hizo pelo en la clave del arco del camarín nuevo
- Se arruinó el pasadizo al púlpito
- Aparecieron varias rajaduras horizontales, habiéndose caído una bóveda en el campanario, una bóveda[6]